# Туробув
Туробув (пол. Turobów) — село в Польщі, у гміні Черневиці Томашовського повіту Лодзинського воєводства.
Населення — 104 особи (2011).
У 1975-1998 роках село належало до Пйотрковського воєводства.

## Демографія
Демографічна структура станом на 31 березня 2011 року:
|          | Загалом | Допрацездатний вік | Працездатний вік | Постпрацездатний вік |
| -------- | ------- | ------------------ | ---------------- | -------------------- |
| Чоловіки | 57      | 11                 | 40               | 6                    |
| Жінки    | 47      | 5                  | 26               | 16                   |
| Разом    | 104     | 16                 | 66               | 22                   |